# Shoals
Shoals är administrativ huvudort i Martin County i Indiana. Vid 2010 års folkräkning hade Shoals 756 invånare.